# Bible des Évêques

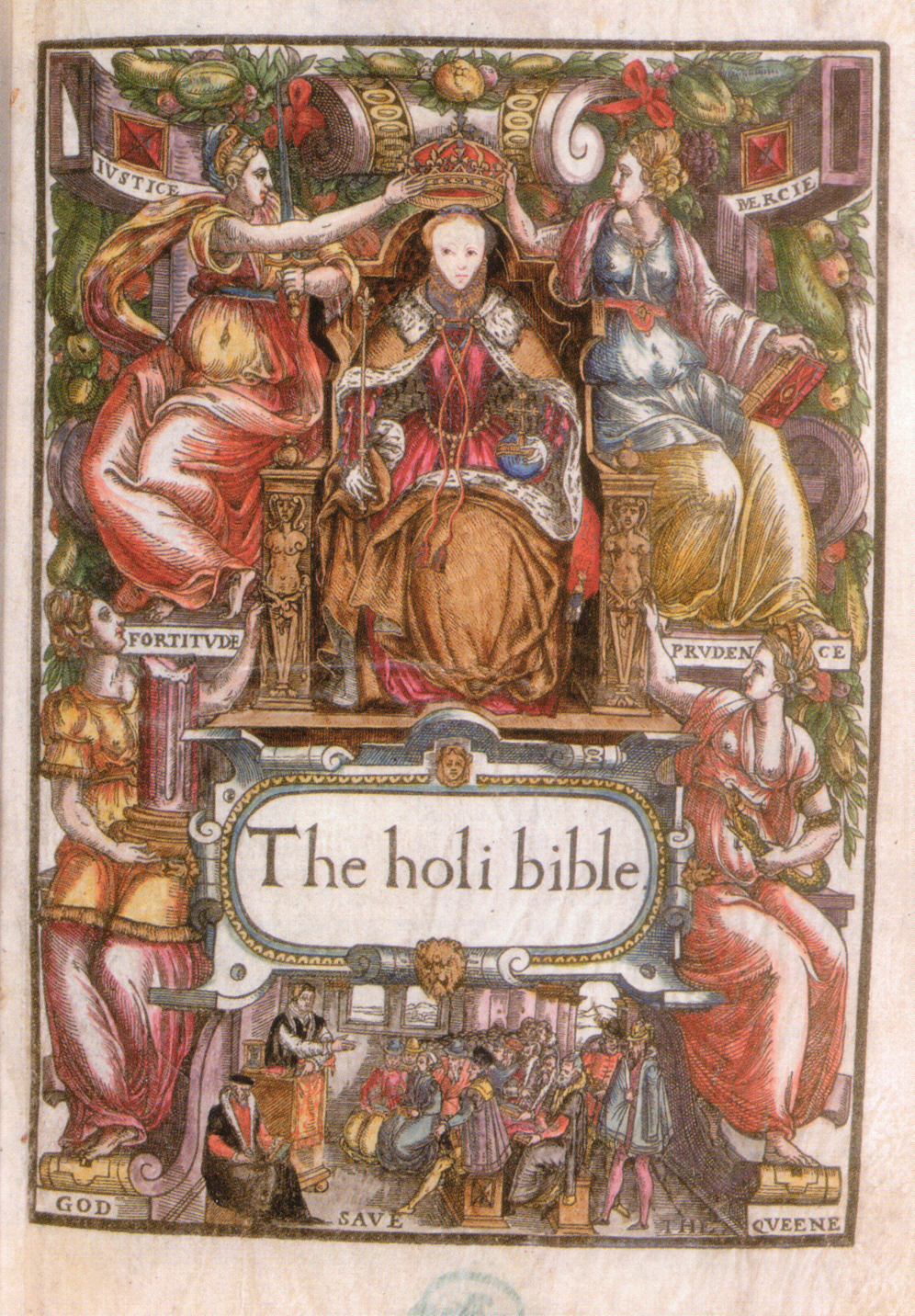
Bien que non officiellement dédié à la reine Élisabeth, la Bible des Évêques faisait figurer un portrait de la reine sur on frontispice. L'édition in-quarto de 1569 montre la reine entourée de femmes personnifiant la justice, la miséricorde, la force et la prudence.

La Bible des Évêques est une traduction anglaise de la Bible qui a été réalisé en 1568 sous l'autorité de l'Église d'Angleterre. Souffrant d'un certain nombre de défauts, elle a été profondément révisée en 1572, et son édition de 1602 a été prescrite comme texte de base pour la Bible du roi Jacques (ou King James version) qui a été achevée en 1611. Ses insuffisances ne lui permettront pas d'endiguer comme espéré par les évêques anglicans le succès de la Bible de Genève, d'obédience calviniste et très largement diffusée, et elle sera rapidement supplantée par la Bible de roi Jacques qui deviendra de facto la Bible de référence de l'Anglicanisme dès les années 1620. 

## Histoire

### Origine
La Bible des Évêques a succédé à la Grande Bible de 1539, qui avait été la première « version autorisée »" de la bible en anglais (autorisée par la maison royale pour la lecture dans l’Église d'Angleterre). Elle a été commandée en réaction à la diffusion de la Bible de Genève parue en 1560.
La théologie calviniste de la Bible de Genève (particulièrement marquée dans ses notes marginales plus que dans la traduction elle-même) avait heurté la partie haute-église de l'Église d'Angleterre, à laquelle appartenaient presque tous ses évêques. Ils associaient le calvinisme avec presbytérianisme, qui visait à remplacer le gouvernement de l'église par les évêques (système épiscopalien) avec le gouvernement par les anciens (système presbytérien synodal). Cependant, ils étaient conscients des insuffisances de la Grande Bible de 1539 — qui était alors la seule version légalement autorisés pour l'usage dans le culte Anglican : une bonne partie de l'Ancien Testament et des livres apocryphes a été traduit à partir de la Vulgate, plutôt que des textes originaux hébreu, araméen et grec. Accessible et bien traduite, la Bible de Genève était rapidement devenue très populaire. Afin de la remplacer par une traduction moins radicale, les évêques anglicans ont donc décidé de mettre en circulation leur propre traduction, qui fut donc connue sous le nom de Bible des Évêques.

### Traduction
L'instigateur de cette tentative, et la figure de proue de l'équipe de traduction était l'archevêque de Canterbury Matthew Parker. Il répartit le travail entre lui-même et ses collègues évêques, et fit signer sa traduction par chaque traducteur au moyen de ses initiales, du moins dans les premières éditions. Par exemple, à la fin du livre du Deutéronome, nous trouvons les initiales "W. E.", qui, selon une lettre de Parker à Sir William Cecil, était la marque de William Alley, évêque d'Exeter. Parker expliquant à Cecil que ce système avait pour but de "rendre [le traducteur] plus efficace, en le rendant responsable de son travail." Malheureusement, Parker ne prit pas la précaution d'appointer un coordinateur pour superviser le travail effectué par les différents traducteurs, et il s'est avéré être lui-même trop occupé pour le faire. En conséquence, la traduction varie considérablement d'un livre à l'autre. Par exemple, dans la plupart de l'Ancien Testament (comme c'était jusque là le cas dans les traductions anglaises), le tétragramme YHWH est traduit par "le SEIGNEUR" (the "LORD"), et l'hébreu "Elohim" est traduit par "Dieu" ("God"). Mais, dans les Psaumes, c'est l'inverse ! Les livres que Parker lui-même avait la charge de traduire sont assez directement inspirés du texte de la Grande Bible, tandis que ceux traduits par Edmund Grindal, alors évêque de Londres, sont très proches du texte de la Bible de Genève.

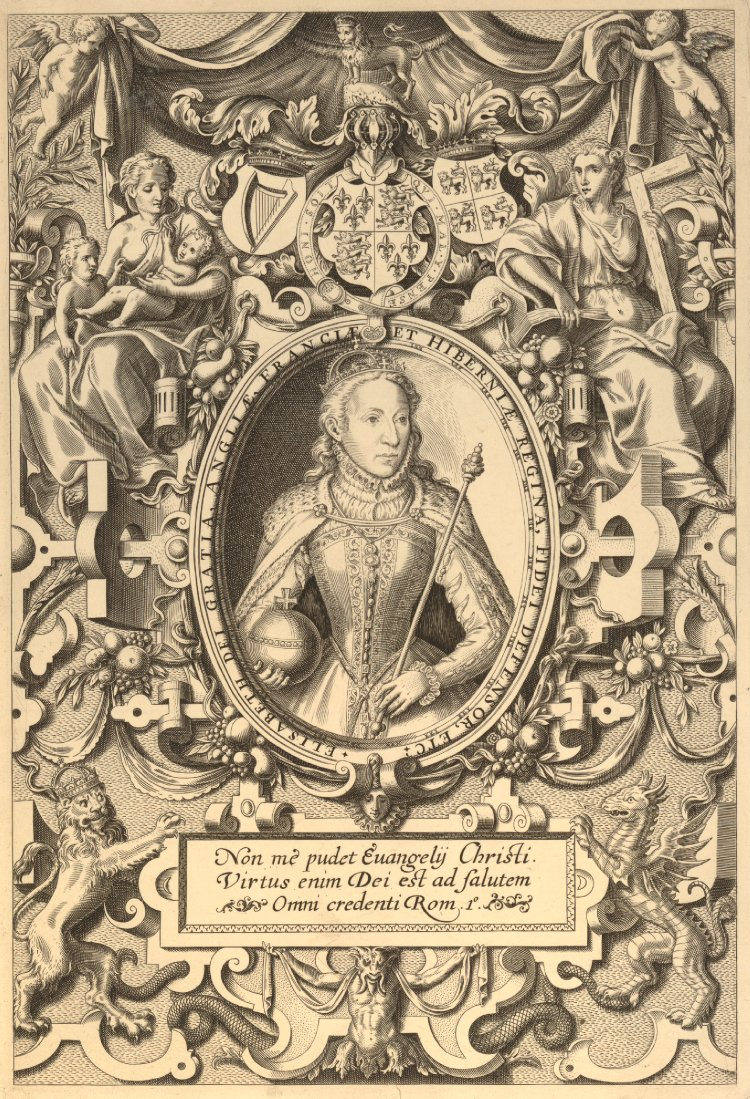
Dans cette édition, Élisabeth est flanquée par allégories des vertus de la foi et de la charité. Élisabeth représente donc l'espérance.Sous le portrait se trouve le texte de Romains 1:16 en latin.

Les évêques chargées de réviser les livres apocryphes semblent avoir très peu travaillé, car le texte de ces livres reproduit fidèlement celui de la Grande Bible. Comme les apocryphes de la Grande Bible avaient été traduits à partir de la Vulgate, la Bible des Évêques ne peut prétendre avoir été entièrement traduit à partir des textes originaux.

### Réception et diffusion
Les Bible des Évêques a été publiée pour la première fois en 1568, mais une version en grande partie révisée a été publiée en 1572. Dans le cadre de cette révision, un certain nombre de changements de vocabulaire ont été faits dans un sens plus "ecclésiastique", notamment dans le texte du Nouveau Testament (par exemple, en introduisant le terme de "charité" à la place de "amour" dans I Corinthiens 13), et, par ailleurs, le texte s'est rapproché de celui de la Bible de Genève. Dans l'Ancien Testament, la traduction des Psaumes de la Grande Bible a été imprimée à côté de la nouvelle traduction qui s'était avérée impossible à chanter. À partir de 1577, la nouvelle traduction des Psaume fut purement et simplement abandonnée, puis d'autres changements ont été progressivement apportés au texte du Nouveau Testament dans les éditions ultérieures. Cette Bible avait l'autorité de son mandat royal en tant que version autorisée, et devait donc être lue dans les services religieux (comme c'était le cas de la Grande Bible avant elle, et le la King James après elle). Elle a échoué à remplacer la Bible de Genève comme Bible à lire à la maison, mais on peut soutenir que ce n'était pas son but. Destinée à être utilisée dans les églises, cette version était plus grandiloquente que la Bible de Genève. La première édition avait été imprimée avec des dimensions exceptionnellement importantes et comprenait 124 illustrations en pleine page. La deuxième édition et les suivantes étaient plus petites, d'une taille similaire à la première impression de la King James, et généralement dénuées d'illustrations autres que les frontispices et les cartes de géographie. Elle ne comportait ni notes ni références croisées (ou parallèles), qui certes contenaient parfois une théologie controversée ou radicale, mais qui étaient très utiles à des lecteurs qui commençaient juste à se familiariser avec la Bible en langue vernaculaire. La dernière édition de cette Bible parut en 1602, mais le Nouveau Testament fut réédité au moins jusqu'en 1617. William Fulke publie jusqu'en 1633 plusieurs éditions  mettant en parallèle le Nouveau Testament de la Bible des Évêques et celui de la Bible de Douai-Reims, afin de combattre les notes marginales polémiques de cette dernière. La Bible des Évêques ou son Nouveau Testament ont connu une cinquantaine de rééditions, alors que la Bible de Genève a été réimprimé plus de 150 fois.

## Postérité
Bien que les traducteurs de la King James aient été invités à prendre  la Bible des Évêques de 1602 comme base de leur travail, plusieurs autres traductions préexistantes ont été prises en compte, notamment la Bible de Genève. D'après le relevé établi par Charles C. Butterworth, l'influence réelle du texte de la Bible des Évêques n'a été que mineure, ce qui s'explique en partie par le fait qu'elle empruntait elle-même de longs passages aux éditions précédentes :
| Origine du texte                 | % du texte de la King James | Commentaires               |
| -------------------------------- | --------------------------- | -------------------------- |
| Geneva Bible                     | 19%                         |                            |
| Bible Tyndale                    | 18%                         | y compris la Bible Matthew |
| Traduction de Coverdale          | 13%                         | y compris la Grande Bible  |
| Traduction de Wycliffe           | 4%                          | y compris ses sermons      |
| Bible des Évêques                | 4%                          | y compris ses révisions    |
| Autres versions d'avant 1611     | 3%                          |                            |
| Total                            | 61%                         |                            |
| Matériau inédit de la King James | 39%                         |                            |
| Total général                    | 100%                        |                            |

Après sa parution en 1611, la "Bible du roi Jacques" supplanta rapidement la Bible des Évêques pour devenir de facto le texte biblique standard de l'Église d'Angleterre. 
Les jugements ultérieurs sur la Bible des Évêques n'ont pas été favorables. David Daniell, dans son édition du Nouveau Testament de  William Tyndale, note que la Bible des Évêques "n'a été, et n'est pas aimée. Là où elle reprend le texte de la Bible de Genève, elle est acceptable, mais la plupart des textes retraduits à partir des textes originaux brillent par leur médiocrité, à la fois par leur faible qualité scientifique et par leur vocabulaire verbeux". 
Jack P. Lewis, dans son livre The Day after Domesday: The Making of the Bishops' Bible (Le lendemain de la fin du monde: La fabrication de la Bible des Évêques, prend note que des critiques sévères ont été émises à l'encontre de cette traduction de la Bible. Cependant, écrit-il, "malgré toutes les lacunes scientifiques que l'on a pu y trouver, la Bible des Évêques a été une étape importante dans la transition du peuple anglais entre une culture où la lecture de la Bible était interdite et une culture où la lecture de la Bible est ouverte à tous. Les traducteurs ont travaillé pour mettre le livre de Dieu à la disposition  du peuple de Dieu dans une langue qu'il pouvait comprendre. Les traducteurs travaillant à la King James ne pensaient pas qu'ils devaient faire une bonne traduction à la place d'une mauvaise, mais une meilleure traduction à partir d'une bonne."
À la différence de la traduction de Tyndale et de la Bible de Genève, la Bible des Évêques a rarement été réimprimée. La réimpression de son Nouveau Testament la plus disponible (sans ses notes marginales) peut être trouvée dans la quatrième colonne du Nouveau Testament Octapla édité par Luther Weigle, président du comité de traduction qui a produit la Version Standard Révisée.

## Anecdotes
- La Bible des Évêques est également connue comme "la Bible de la mélasse", en raison de sa traduction de Jérémie 8:22 qui se lit : "n'y a-t-il pas de mélasse en Galaad?", un rendu qui se trouve également dans plusieurs des versions antérieures, tels que la Grande Bible[7]. Dans la Bible du roi Jacques de 1611, "mélasse" a été remplacé par "baume".
- La Bible des Évêques fut utilisée en 1589 par le théologien anglican William Fulke de l'Université de Cambridge pour réfuter les  notes (à la tonalité très anti-protestante) de la Bible de Douai, traduction catholique parue en 1582 pour le Nouveau Testament, 1609 pour l'Ancien Testament et 1610 pour la Bible complète. Comme Fulke avait figurer dans son ouvrage, en face du texte de la Bible des Évêques et de la réfutation qu'il avait écrite, l'intégralité du texte de la Bible de Douai et de ses notes, la popularité considérable de son livre fit beaucoup pour faire connaître les textes qu'il attaquait et qui étaient restés très peu diffusés en Angleterre[8] !